# Будинг, Эдда
Эдда Будинг (нем. Edda Buding, в замужестве Дюхтинг (нем. Düchting); 13 ноября 1936, Ловрин, Румыния — 15 июля 2014, Ален, Германия) — аргентинская и западногерманская теннисистка.
- Победительница показательного турнира Олимпийских игр 1968 года в женском парном разряде
- Трёхкратная финалистка турниров Большого шлема в женском и смешанном парном разряде
- Финалистка Кубка Федерации 1966 года в составе сборной ФРГ
- Кавалер Серебряного лаврового листа (1964) и золотого почётного знака DTB.

## Биография
Эдда Будинг родилась в 1936 году в Румынии в семье адвоката — этнического немца (банатского шваба) Франца Будинга. Доктор Будинг и сам был сильным теннисистом-любителем, привив детям интерес к этому спорту. Позже её семья перебралась в Германию, а оттуда в 1948 году в Аргентину, где Франц начал преподавать теннис, а Эдда и её младшая сестра Ильза получили гражданство в первой половине 50-х годов. В 12 лет Эдда начала играть в теннис, а в 12 уже выиграла свой первый турнир в Буэнос-Айресе; Ильза пошла по стопам сестры, в 14 лет став чемпионкой Аргентины среди девушек. Покровительство талантливым девочкам оказывал сам президент Аргентины Хуан Перон.
В 1954 году сёстры Будинг появились на Международном чемпионате Германии в Гамбурге, где 17-летняя Эдда, уже в ранге чемпионки Аргентины среди взрослых, едва не обыграла трёхкратную чемпионку Германии Инге Поман. В этом же году она успешно выступила на международных турнирах в Лондоне, Париже, Манчестере и Дюссельдорфе в рамках оплаченной Пероном поездки в Европу.
В дальнейшем семья Будинг перебралась назад в ФРГ, и Эдда, Ильза и их младший брат Инго на протяжении многих лет представляли эту страну. Под западногерманским флагом Эдда в 1957 году дошла до финала смешанных пар на чемпионате Франции, а в 1961 году — до финала в этом же разряде на Уимблдоне и финала в женском парном разряде на чемпионате США. В этом же году она показала свой лучший результат на турнирах Большого шлема в одиночном разряде, пробившись на чемпионате Франции в полуфинал после победы над первой ракеткой турнира — американкой Дарлин Хард.
В 1965 году Будинг побывала в полуфинале обоих европейских турниров Большого шлема в женских парах, а на следующий год дошла со сборной ФРГ до финала Кубка Федерации, выиграв в предварительных раундах четыре матча из пяти с соперницами из Аргентины, Италии и Австралии, но в финале уступив американкам. Ещё одного успеха Эдда Будинг добилась на Олимпиаде в Мехико, где в паре с более молодой Хельгой Ниссен выиграла показательный турнир женских пар. Она трижды выигрывала чемпионат Германии в одиночном разряде на открытых кортах (в 1956, 1962 и 1963 годах) и дважды — в помещениях (в 1961 и 1962 годах).
Умерла 15 июля 2014 года в доме престарелых Алена.

## Участие в финалах турниров Большого шлема за карьеру

### Женский парный разряд (0+1)
Поражение (1)
| Год  | Турнир        | Покрытие | Партнёрша    | Соперницы в финале       | Счёт в финале |
| ---- | ------------- | -------- | ------------ | ------------------------ | ------------- |
| 1961 | Чемпионат США | Трава    | Йола Рамирес | Лесли Тёрнер Дарлин Хард | 4-6, 7-5, 0-6 |

### Смешанный парный разряд (0+2)
Поражения (2)
| Год  | Турнир              | Покрытие | Партнёр    | Соперники в финале         | Счёт в финале |
| ---- | ------------------- | -------- | ---------- | -------------------------- | ------------- |
| 1957 | Чемпионат Франции   | Грунт    | Луис Айяла | Вера Пужеёва Иржи Яворский | 3-6, 4-6      |
| 1961 | Уимблдонский турнир | Трава    | Боб Хоу    | Лесли Тёрнер Фред Столл    | 9-11, 2-6     |

## Финалы Кубка Федерации за карьеру (0+1)
Поражение (1)
| Год  | Место проведения | Команда                              | Соперницы в финале                        | Счёт |
| ---- | ---------------- | ------------------------------------ | ----------------------------------------- | ---- |
| 1966 | Турин, Италия    | ФРГ: Э. Будинг, Х. Ниссен, Х. Шульце | США: К. Гребнер, Б.-Дж. Кинг, Дж. Хелдман | 0:3  |